# Скуратов, Иван Иванович
Ива́н Ива́нович Скура́тов (1935—2020) — советский и российский певец, солист Оренбургского русского народного хора (с 1958), заслуженный артист РСФСР (1983).

## Биография
- с 1958 года: солист Оренбургского русского народного хора.
  - Работал в коллективе со дня его создания в 1958 году.
  - Иван Иванович состоял в Оренбургском хоре более 50 лет.

В концертных программах хора Иван Скуратов исполнил множество известных вокальных произведений. С его участием состоялись выступления хора на крупнейших сценах Советского Союза: в Кремлёвском Дворце, концертном зале им. П.И. Чайковского, на центральном телевидении и радио.

## Награды
- 1983 — Заслуженный артист РСФСР.

Был награжден медалью «За трудовые заслуги».